# Alain Minc
Alain Jacques Richard Minc (París, 15 de abril de 1949) es un economista, asesor político y empresario francés. Es presidente de Sanef, filial de la concesionaria de autopistas Abertis.

## Biografía
Alain Minc nació el 15 de abril de 1949 en París,  en el seno de una familia judía de origen polaco. Su padre, Joseph Minkowski, era dentista y miembro del partido comunista. Alain Minc está graduado en la Escuela Superior de Minas de París, en el Instituto de Estudios Políticos de París y en la Escuela Nacional de Administración.
En 1979, fue nombrado CEO de Compagnie de Saint-Gobain.  En 1986, vicepresidente del consejo de CIR International y mánager de Cerus. En 1991, fundó su propia consultoría, AM Conseil. Ha sido presidente del Consejo de Administración de Le Monde' y también ha sido miembro del consejo de dirección de Criteria CaixaCorp desde 2007 y del consejo de Prisa, FNAC, Direct Energie, Ingenico y Yves Saint Laurent.

## Minc y la independencia de Cataluña
En un artículo publicado en la Vanguardia el 11 de enero de 2013, considera que la independencia de Cataluña sería un "error fatal", "Una decisión, a menudo tomada en periodos de crisis, que tiene carácter irreversible y cuyas consecuencias son incalculables".